# Вергуни (Лубенський район)
Вергуни́ — село в Україні, у Хорольській міській громаді Лубенського району Полтавської області. Населення становить 578 осіб. До 2020 орган місцевого самоврядування — Хорольська міська рада.

## Географія
Село Вергуни знаходиться за 4 км від лівого берега річки Хорол, на відстані 1 км від сіл Клепачі та Шишаки. По селу протікає пересихаючий струмок із загатою.

## Історія

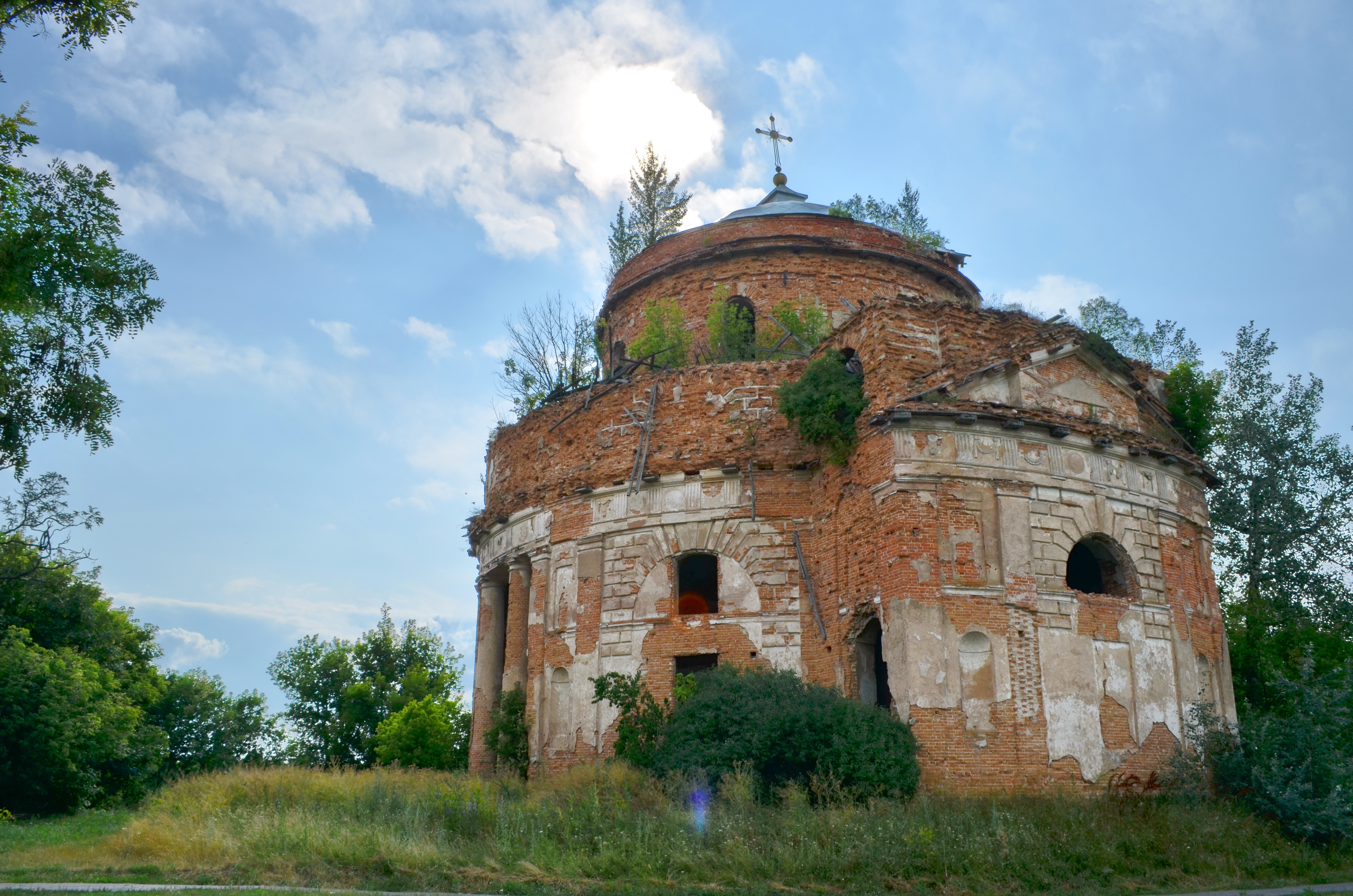
Церква Різдва Христового. 1801 р. Унікальний закинутий храм

### Заснування
Про заснування Вергунів існують різні перекази. Один з них про заселення вільних земель переселенцями з-за Дніпра на прізвища Вергун і Шишан, один з яких оселився на території сучасних Вергунів, а інший — Шишаків. Насправді село Вергуни утворилося майже 400 років тому. Але офіційно заселення вергунівських земель від Залуки до Турівщини до Ріжок і Косарівки припадає на 1630 рік, відоме на мапі Гійома Л. де Боплана. Вергуни дістали назву містечка і з другої половини XVII ст. належали до Миргородського полку. У селі була створена Вергунівська Січ. Ця українська назва збереглася і до сьогодення. Так, пониззя між центральним ставком і озером, корінне населення називає Січчю. Січ — це історична частина села, знаходиться, у так званій, Великій Толоці і відділена приблизно в 148° або 400 м від центра села.

### 18— 19 століття
У 1711 році містечко Вергуни перейшло у володіння Данила Апостола. Пізніше, а саме у 1776 році Вергуни і ряд навколишніх сіл було продано багатим поміщикам Базилевським. Місце для садиби пани обрали у Вергунах, там же було побудовано маєток. Селян, що жили на рівнинах, зігнали і поселили на крутосхилах урочища Косарівка, що розташоване в 140° на схід села і відділене від центра майже на 1000 м. Косарівка — це урочище, а також населений пункт села, назва якого походить від поселення косарів. У 70-80 рр. XVIII ст. Вергуни село Хорольської сотні Миргородського полку 916 жителів, 278 хат.
5 січня 1799 році в с. Трубаях піднялося повстання незадоволених селян. Сутички були у Вергунах. Під час цих подій загинув один із Базилевських. На північній стороні села була закладена церква, як усипальниця роду Базилевських. Побудована вона була з 1801 — 1807 роки, на кошти самих панів. Христоріздвянська церква була побудована на найвищому місці села, її загальна висота понад 28 м, має 7 входів, з них два головні: південний і північний. Знаходиться церква в 135° на схід і віддалена від центра села на 240 м. Христорізвянська церква у Вергунах — це архітектурний об'єкт села всеукраїнського значення. Поселення Залука віддалене від центральної частини села на 1200 м і лежить в 137° на заході села. Злука — українська назва, що пішла від дрібного поміщика Луки, що першим оселився на тій території.
Майже поряд із центром села за 200 м розміщене урочище Турівщина, але воно зміщене на захід на 170°. У Хоролі та в урочищі Турівщина в XIV — XVII ст. виникли підземні ходи. Це були перші і єдині ходи на Хорольщині. За урочищем розташоване поселення Мала Толока. За нею розміщений яр Ріжки, що є, ніби, кордоном між Великою та Малою Толоками. Він приблизно на 400 м віддалений від центра села, або це становить 204°. Пізніше 1/3 яру була заповнена водою, де й утворився ставок з однойменною назвою Ріжки. Назва яру та ставка українська. Ріжки є гідрографічним об'єктом села. Вергунівський ставок, так само, як і Ріжки, гідрографічний об'єкт, що розташований майже в центральній частині села. Тому його називають ще центральним. Назва ставка українська, походить від назви села, у якому знаходиться, а також місцезнаходження його в самому селі.

### 20 століття
У 1926 році в селі було 396 господарств, 2126 жителів.
Вергунівська кушнірська навчальна майстерня місцевого сільськогосподарського товариства. Відкрита 1 червня 1915 року. Містилася у хаті Еразма Химича, 4 учні (1915).
Вергунівська навчальна шевська майстерня місцевого сільськогосподарського товариства. Відкрита у 1911 році. 5 учнів (1913 р., 1915 р.). Ремесло викладали: Андрій Полтавець (з 1912 р.) та Гаврило Кунат (з 1915 р.). Майстерня за експоноване взуття на виставці 1913 р. у Санкт-Петербурзі одержала похвальний відгук.
Вергунівська сільська рада, виникла у 1918 році. У 1926 році у ній було 404 господарства, 2159 жителів. Входили населені пункти: Вергуни і Ляхів. Нині входить до Клепачівської сільради.
Станом на 01.01.2000 р. — 278 жилих будинків, 576 жителів, є неповна середня школа.
У 1990 році в с. Вергуни проводилися зйомки художнього фільму «Пам'ятай».
12 червня 2020 року, відповідно до розпорядження Кабінету Міністрів України № 721-р «Про визначення адміністративних центрів та затвердження територій територіальних громад Полтавської області», село увійшло до складу Хорольської міської громади..
19 липня 2020 року, в результаті адміністративно - територіальної реформи та ліквідації Хорольського району, село увійшло до складу новоутвореного Лубенського району.

## Політика

### Парламентські вибори, 2019
На позачергових парламентських виборах 2019 року у селі функціонувала окрема виборча дільниця № 530880, розташована у приміщенні будинку культури.
Результати
- зареєстровано 357 виборців, явка 67,79%, найбільше голосів віддано за «Слугу народу» — 56,07%, за Радикальну партію Олега Ляшка — 10,46%, за «Опозиційну платформу — За життя» — 9,21%.[3] В одномандатному окрузі найбільше голосів отримав Фахраддін Мухтаров (самовисування) — 48,96%, за Анастасію Ляшенко (Слуга народу) — 18,26%, за Костянтина Іщейкіна (самовисування) — 14,94%[4].

## Об'єкти соціальної сфери
- Бібліотека.
- Сільський будинок культури.
- Школа.

## Пам'ятки
- Христоріздвяна церква (1801—1807 рр).[5]